# Casa Biosca
La casa Biosca és una casa pairal del segle xvii amb finalitat productiva als Vivencs al municipi de la Pobla de Claramunt (Anoia) inclòs a l'Inventari del Patrimoni Arquitectònic de Catalunya.
És una casa pairal de planta rectangular i sostre de teules. La façana té moltes finestres, rectangulars i arcades, superposades i alguna balconada. A la banda dreta es va fer una ampliació pels anys 1940. Consta de planta baixa i dos pisos. Al costat lateral dret hi ha un pati amb tanca. A la façana principal, una fornícula amb l'escultura de Sant Josep i esgrafiat al voltant. Al davant de la torre o part més elevada es forma la placeta de Sant Josep. Construït en pendent, teulada a un vessant. Té tres cossos diferenciats i ràfec en algunes zones.